# Avenida Ciudad de Villavicencio
La Avenida Ciudad de Villavicencio o Avenida Calle 43 Sur es una de las principales arterias que recorren el sur de la ciudad de Bogotá.

## Toponimia
La vía en su extensión tiene un solo nombre, pero varias nomenclaturas debido a la curva que va generando. Nace en la Avenida de los Cerros y tiene dirección oriente-occidente hasta la Avenida Guayacanes.
| Denominación       | Tramo                               |
| ------------------ | ----------------------------------- |
| Calle 36L Sur      | Carrera 9 Este-Carrera 8B Este      |
| Carrera 8B Este    | Calle 36L Sur-Calle 41A Sur         |
| Calle 41A Sur      | Carrera 8B Este-Transversal 7B Este |
| Carrera 8B Este    | Calle 41A Sur-Calle 40 Sur          |
| Carrera 6C Este    | Calle 40 Sur-Calle 39 Sur           |
| Transveral 6B Este | Calle 39 Sur-Calle 37 Sur           |
| Calle 37 Sur       | Transveral 6 Este-Carrera 4C        |
| Calle 37A Sur      | Carrera 3B-Carrera 4C               |
| Carrera 19C        | Calle 48C Sur-Río Tunjuelo          |
| Calle 61 Sur       | Río Tunjuelo-Carrera 45A            |
| Calle 68 Sur       | Carrera 45A-Carrera 70C             |
| Carrera 70C        | Diagonal 67A Sur-Calle 57R Sur      |
| Carrera 71B        | Calle 57R Sur-Río Tunjuelo          |
| Diagonal 44 Sur    | Río Tunjuelo-Carrera 78             |
| Calle 43 Sur       | Carrera 78-Carrera 89B              |

## Trazado
Inicia su recorrido en la Avenida de los Cerros (tramo que es conocido popularmente como la Antigua vía a Villavicencio, recorrido desde San Cristóbal hasta la localidad de Usme aunque como carretera de un carril por sentido anteriormente para ir hacia la ciudad de Villavicencio y la región de la Orinoquía) como la Calle 36L Sur. Circula cambiando de nomenclatura a través de la localidad de San Cristóbal hasta la carrera 4C como vía de un solo sentido entre opuestos. Desde este punto hasta la Avenida Caracas no existe ninguna prolongación.
Luego, la vía se denomina Diagonal (Calle) 48 Sur desde la Caracas hasta la Avenida Boyacá, donde se encuentra el Portal Tunal, en donde hay un carril por calzada es utilizado por TransMilenio.
Desde las Avenidas Boyacá hasta la Ciudad de Cali su trazado es del tipo doble calzada con tres carriles cada uno, si bien desde esta última hasta la Avenida Primero de Mayo forma parte del Metro de Bogotá dentro de localidad de Kennedy. Ya desde el Portal Américas hasta la Avenida El Tintal en la localidad de Bosa, es de dos carriles por sentido.
Los puntos de congestión frecuentes son las intersecciones con la entrada al barrio Perdomo, la intersección con la Avenida Agoberto Mejía y la intersección con la Av. Ciudad de Cali.
Se espera que para los próximos años se cumpla con el Plan de Ordenamiento Territorial de la ciudad con el cual se tiene prevista la ampliación de esta vía desde la Avenida Caracas pasando por la Avenida Darío Echandía hasta el sector de La Y en Villa de Los Alpes, así como en el extremo occidental unirla con la Avenida Longitudinal de Occidente desde la Avenida Tintal en los sectores de Gibraltar y Dindalito.

## Ramal del Tunal de TransMilenio
Es un corredor de buses tipo BRT con 16 estaciones entre las intersecciones con la Transversal 14 y la Avenida Boyacá. Su ícono en el SITP es un cuadrado naranja con la letra H. Es la única ramificación del sistema. Conecta las zonas residenciales del sur de la ciudad con el centro tradicional de la ciudad. Fue inaugurado el 2 de marzo de 2002.
Desde el 9 de septiembre de 2009 hasta el 7 de noviembre de 2015 operó el servicio E25-H25 con buses articulados que circulaban sin contar con carriles exclusivos. Este servicio permitía a la conexión entre las estaciones del sur de las troncales Caracas Sur y NQS Sur sin necesidad de hacer transferencias en estaciones con alta demanda como Avenida Jiménez, Ricaurte y Santa Lucía.

## Rutas zonales
Desde el 2022 las rutas zonales (excepto las rutas alimentadoras) manejan una nueva nomenclatura basada en la existente para las troncales de TransMilenio. La letra indica hacia cuál zona se dirige el bus, mientras que los números indican la ruta que sigue el mismo. Sin embargo, aún existen rutas con la errática nomenclatura antigua.
| A600 Chapinero H600 Jerusalén     | A602 Germania H602 Galicia             | A618 Germania H618 Santo Domingo                       |                                          |                                               |                                             |                                                      |                                        |                                          |
| A805 7 de Agosto L805 Gaviotas    | A809 Marly L809 Santa Rita Suroriental | B609 Unicentro H609 Arborizadora Alta                  | C137 Suba Corpas G137 Metrovivienda      |                                               |                                             |                                                      |                                        |                                          |
| A605 Polo H605 Arborizadora Alta  | C612 Villa María H612 San Joaquín      | F615 Estación Biblioteca Tintal H615 Arborizadora Alta | D208 Puente de Guadua G208 Metrovivienda |                                               |                                             |                                                      |                                        |                                          |
| D209 Villa Teresita H209 Galicia  | D607 Morato H607 Arborizadora Alta     | D627 Santa Helenita H627 Alpes                         | D800 Villa Gladys L800 Gaviotas          | F414 Villa Alexandra G414 Hospital de Kennedy | H629 Arborizadora Alta K629 Fontibón Centro | G508 Bosa San José L508 Estación Avenida 1.º de Mayo | G521 San Bernardino H521 Usme-Chiguaza | G712 Bosa La Estación H712 Alfonso López |
| H318 El Uval K318 Fontibón Brisas | H613 Perdomo L613 Horacio Orjuela      |                                                        |                                          |                                               |                                             |                                                      |                                        |                                          |
| H625 Portal Tunal/Potosí          | 9-6 Avenida Tintal                     | H327 Acacías K327 Puente Grande                        | H530 Fiscala Alta G530 Metrovivienda     | G816 Villa del Rio L816 Doña Liliana          | L533 Doña Liliana G533 Metrovivienda        | A620 San Diego H620 La Estancia                      |                                        |                                          |

| 114A Altos del Zuque - Paloquemao | 143 Acacias - Germania        |                                                  |
| 271 Gran Granada - Lomas          | 733 San Carlos - Tierra Buena |                                                  |
| P39 Arabia - Zona Franca          | P44 Arabia - Santa Fe         | SE14 Engativá Centro - Diana Turbay              |
| T25 Potosí - Terminal Norte       | T30B Tihuaque - Patio Bonito  | N16 (Ruta Nocturna) Gaviotas - Avenida 1 de Mayo |

## Sitios importantes de la vía
- Parque El Tunal (Tunjuelito)
- Biblioteca El Tunal (Tunjuelito)
- Portal Tunal junto con la terminal de TransMiCable (Tunjuelito)
- Alcaldía Local de Ciudad Bolívar (Ciudad Bolívar)
- Centro Comercial El Ensueño (Ciudad Bolívar)
- Universidad Distrital Francisco José de Caldas, facultad tecnológica (Ciudad Bólivar)
- Subestación eléctrica de Olarte Bosa (Bosa)
- Parque Timiza Sector Villa del Río (Bosa)
- Portal Américas (Kennedy)